# The Passionate Adventure
The Passionate Adventure es una película muda británica de 1924, dirigida por Graham Cutts. El guion de Alfred Hitchcock y Michael Morton se basa en la novela homónima de Frank Stayton.

## Otros créditos
- Color: Blanco y negro
- Sonido: Muda
- Dirección artística: Alfred Hitchcock
- Asistente de dirección: Alfred Hitchcock